# Besökaren
Besökaren (US: Running Blind, UK: The Visitor) är den fjärde boken om Jack Reacher skriven av Lee Child. Boken utkom 2000 och publicerad på svenska av B. Wahlströms. Den kom ut som inbunden augusti 2003 och som pocket september 2005.
Sergeant Amy Callan och löjtnant Caroline Cook har mycket gemensamt. Båda är i början av en lovande militär karriär, båda har blivit utsatta för sexuella trakasserier från överordnade och båda har tvingats begära avsked från armén. 
Och båda är döda.
Deras nakna kroppar påträffas hemma i badkaret, utan några som helst märken eller skador. Men det är inte vatten kvinnorna ligger i, utan färg liter på liter med grön kamouflagefärg. 
FBI:s experter jagar en seriemördare med anknytning till armén. En iskall och intelligent ensamvarg, någon som båda kvinnorna kände och som har en räkning att göra upp.
Jack Reacher, den före detta militärpolisen och frihetstörstande vagabonden, blir inledningsvis jämförd med FBI:s gärningsmannaprofil och sedan ofrivilligt indragen i utredningen. Reachers militära bakgrund och sakkunskap gör honom till en värdefull om än ostyrbar samarbetspartner.